# Lilly Wust
Charlotte Elisabeth Wust detta Lilly Wust, nota anche con lo pseudonimo di Aimeé (Berlino, 1º novembre 1913 – 31 marzo 2006), è stata una tedesca nota per la sua tragica storia d'amore con Felice Schragenheim e per i suoi sforzi nel proteggere donne ebree dal Nazismo.

## Biografia
Casalinga sposata a un contabile bancario, attivo come soldato tedesco durante la seconda guerra mondiale, è conosciuta per la sua tragica storia d'amore con Felice Schragenheim. La storia della relazione tra Schragenheim e Wust è rappresentata nel film del 1999 Aimée & Jaguar, e nel libro Aimée & Jaguar di Erica Fischer. È stata proclamata Giusta tra le nazioni il 31 agosto 1995 da Yad Vashem per i suoi sforzi nel salvare le donne ebree e proteggerle dalla persecuzione nazista durante la seconda guerra mondiale.